# Массовое убийство в Бибиреве
Ма́ссовое уби́йство в Би́биреве произошло 9 декабря 2011 года. Житель Шатуры Алексей Арбузов, вооружённый ножом, в течение 15 минут совершил серию нападений на сотрудников аптеки и прохожих. Перед тем, как был задержан сотрудниками полиции, он успел ранить 12 человек, трое из которых позже скончались.

## Нападение

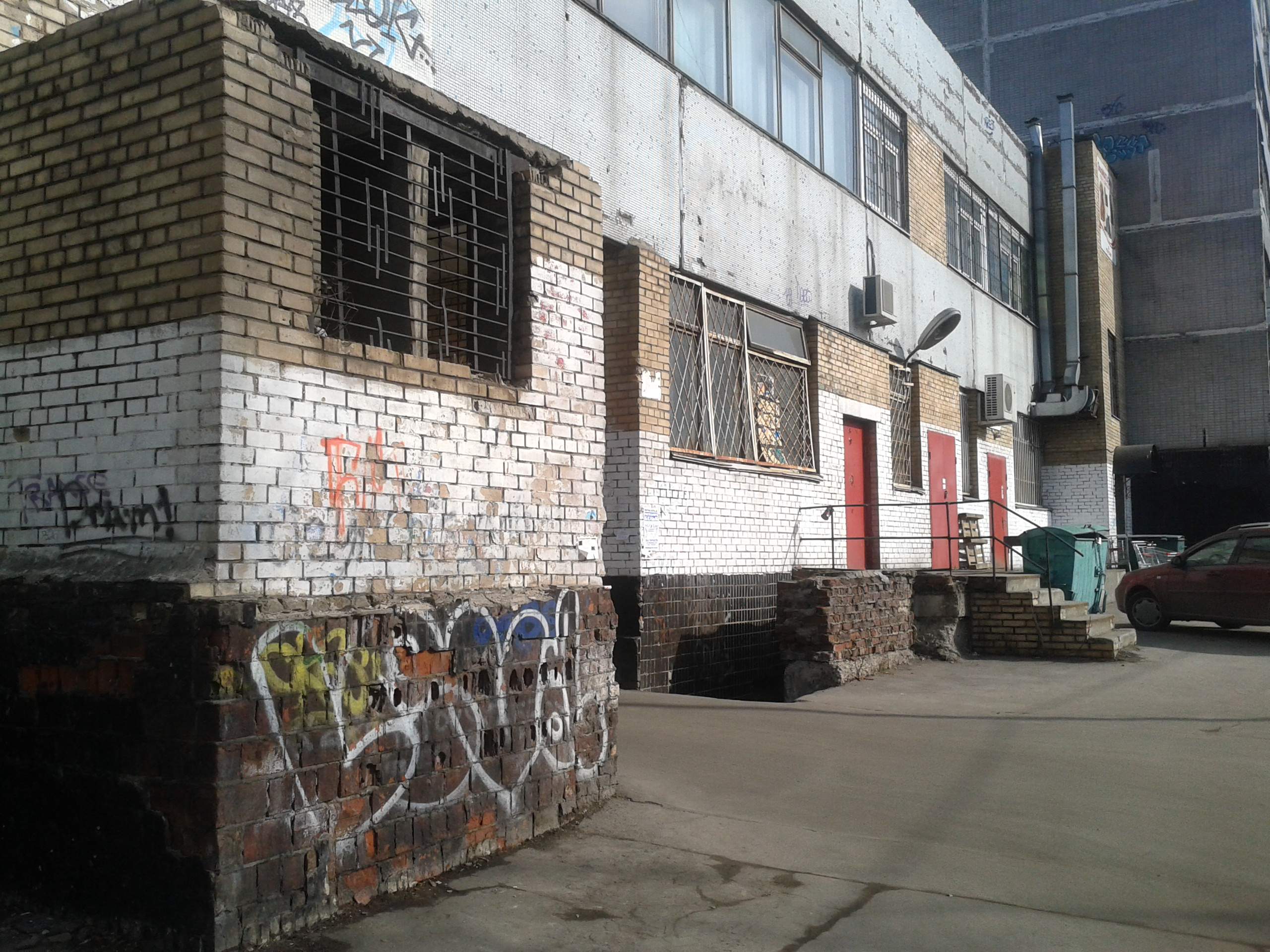
Арка, в которой произошла массовая резня, со стороны двора дома 40

9 декабря 2011 около 12:45 по московскому времени житель подмосковной Шатуры Арбузов Алексей Владимирович, 1984 года рождения, зашёл в одну из аптек на улице Корнейчука (в доме № 40). Он попросил продать ему сильнодействующие препараты, отпускаемые по рецептам. По данным следствия, на рецепте, выписанном Арбузову в больнице, отсутствовала печать. В ходе конфликта с продавцами аптеки, которые отказались обслуживать Арбузова, он резко достал нож и нанёс несколько ранений продавцу и посетителям аптеки. Затем преступник выбежал на улицу и направился к своему дому, по пути нанося ножевые ранения прохожим, в основном, пожилого возраста (55—80 лет). Вскоре в полицию поступил сигнал о происшествии, и на место оперативно прибыли сотрудники МВД. Арбузов к тому времени уже скрылся в подъезде, где жил вместе с матерью в электрощитовой, переоборудованной в жилое помещение. Сотрудники полиции пустили в квартиру слезоточивый газ и задержали преступника. В результате нападений пострадали 12 человек, двое из которых — Александра Потехина, 80 лет, получившая проникающее ранение в шею, и Мария Глебова, 75 лет, получившая несколько ранений, — скончались в больнице. Позже в НИИ имени Склифосовского скончался муж А. Потехиной — Иван Потехин.
Как утверждают очевидцы, у Арбузова были «бешеные глаза», он рычал, мычал и резал всех на своём пути. Орудием преступления стал сувенирный нож, причём Арбузов давно вшил в сапог специальный чехол и всегда носил клинок в своей обуви. Объяснить причину своих действий задержанный не смог. В отношении Арбузова было возбуждено уголовное дело по статьям «покушение на убийство» и «хулиганство».

## Личность убийцы
Арбузов Алексей Владимирович, 1984 года рождения, уроженец г. Нерюнгри. В московский регион Арбузовы перебрались после того, как в Нерюнгри сгорел их дом. Сначала семья жила в Шатуре, а потом мать подозреваемого получила жильё в Москве (её поселили в электрощитовой). У Алексея Арбузова был брат, некогда певший в известном хоре им. Пятницкого. Потом музыкант ушёл в казачий коллектив, а через некоторое время умер при невыясненных обстоятельствах. В 16 лет Арбузов получил тяжёлую черепно-мозговую травму — во время драки в клубе ему разбили бутылку шампанского об голову. Однако приступы агрессии и изменения в поведении проявились после падения с мотоцикла; сестра Алексея, Юлия, рассказывает, что он неоднократно избивал её и мать, из-за чего был поставлен на учёт в психоневрологический диспансер. По словам соседей убийцы, Арбузов нигде не работал, вёл замкнутый образ жизни, но при этом был «позитивным, общительным человеком». Психиатры предполагают, что подобная немотивированная агрессия — следствие тяжелого психического расстройства. В его основе лежит иллюзия, что тебя окружают враги, причем опасные, от которых нужно защищаться. Это расстройство психики называется паранойя. В какой-то момент — например, в замкнутом пространстве, — у больного возникает ощущение, что враги его окружили и сейчас набросятся. Тогда срабатывает спусковой крючок агрессии. Больной искренне боится окружающих и поэтому «защищается».

## Итог
Психолого-психиатрическая экспертиза установила, что Арбузов страдает тяжёлым психическим расстройством в форме параноидной шизофрении, не осознаёт фактический характер и общественную опасность своих действий и на момент совершения преступления не отдавал себе отчет в инкриминируемых ему деяниях. 2 октября 2012 года решением Мосгорсуда А. Арбузов признан невменяемым и направлен на принудительное лечение в психиатрический стационар специализированного типа с интенсивным наблюдением.

## Погибшие и раненые
Всего в ходе нападения Арбузов ранил 12 человек. 75-летняя Мария Глебова и 80-летняя Александра Потехина скончались в больнице, получивший ранение в спину муж Потехиной, Иван Потехин, чьё здоровье у врачей не вызывало серьёзных опасений, скончался 18 декабря. 6 женщин в возрасте от 30 до 70 лет, а также двое мужчин, получили ранения различной степени тяжести, ещё один пострадавший покинул место происшествия до прибытия медиков и сотрудников правоохранительных органов.